# Stara Rozedranka
Rozedranka Stara – wieś w Polsce położona w województwie podlaskim, w powiecie sokólskim, w gminie Sokółka.
W latach 1954–1972 wieś należała i była siedzibą władz gromady Rozedranka Stara. W latach 1975–1998 miejscowość administracyjnie należała do województwa białostockiego.
Wieś jest siedzibą parafii rzymskokatolickiej pw. Najświętszego Serca Pana Jezusa, należącej do dekanatu Sokółka, diecezji białostockiej.
W miejscowości znajduje się cmentarz rzymskokatolicki założony w 1918.

## Historia
Pierwsze wzmianki o dzisiejszej Rozedrance umieszczone są w Ordynacji Puszcz Królewskich Wielkiego Księstwa Litewskiego przeprowadzonej w 1639 roku. Wymieniony jest tam ostęp leśny Razdrony, leżący w kwaterze molawickiej Puszczy Sokólskiej, zarządzanej wtedy przez Hieronima Wołłowicza. Przed osiedleniem wsi Rozedranka w XVIII w. w ostępie tym mieszkało kilku strzelców pilnujących puszczy królewskiej, czyli kwatery nowodworskiej leśnictwa Bobrzańskiego. Byli to między innymi: Jakub Chomka, Józef Białous i Józef Buzun.

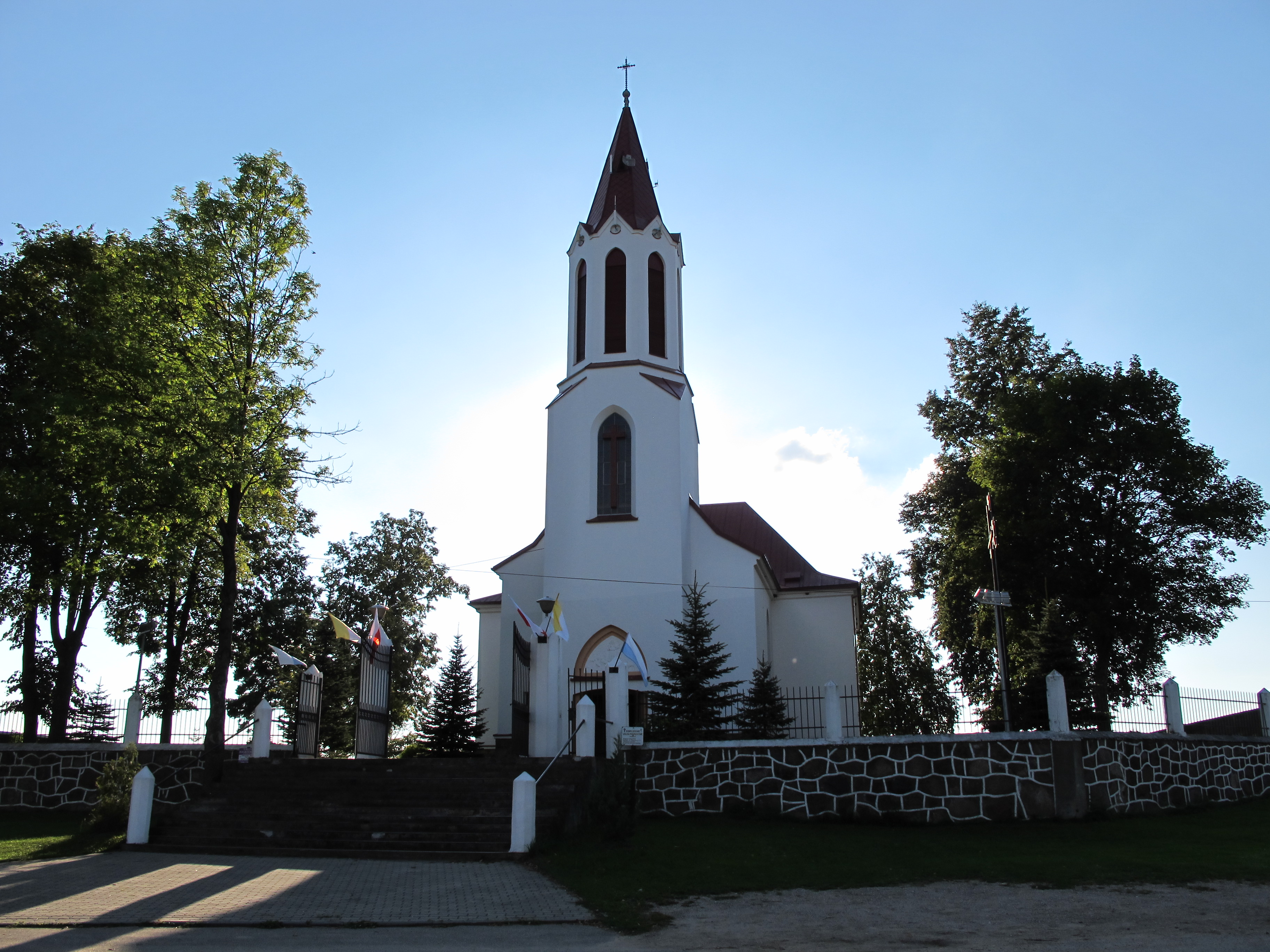
Kościół pw. Najświętszego Serca Pana Jezusa

Przywilejem króla Stanisława Augusta Poniatowskiego wystawionym w dniu 21 listopada 1793 roku Bazyli Dymowik otrzymał obręb lasu w puszczy królewskiej w ilości 3 włók do zagospodarowania na swoje potrzeby. Równocześnie król Stanisław August wystawił drugi przywilej, w którym przyznał prawem emfiteutycznym obręb lasu zwany Rozedranka, Gnidzin i Ostryńskie położone w Leśnictwie Bobrzańskim kwatery nowodworskiej Stanisławowi Puzynie z książąt z Kozielska, sekretarzowi gabinetu królewskiego. W wystawionym przywileju w dniu 24 grudnia 1794 roku książę Stanisław Puzyna otrzymał do zagospodarowania 55 włók lasu. Wkrótce jednak Puzyna odsprzedał swój przywilej Antoniemu Ładzie. Łada odkupił także 3 włóki lasu od Bazylego Dymowika i jego żony Rozalii. 
Antoni Łada jest uważany za właściwego założyciela i kolonistę rozedrańskiego. Część mieszkańców nowo utworzonej wsi Rozedranka w przeszłości przez ponad 20 lat była zatrudniana w dobrach Ekonomii Grodzieńskiej, przy produkcji potażu. Do Rozedranki zostało sprowadzonych ponad 30 gospodarzy z rodzinami. Pierwszymi jej mieszkańcami byli m.in.: Antoni Szykowski, Jerzy Szyszka, Wincenty Rutkowski, Mateusz Sawicki, Szymon Zajko, Michał Głódź, Bartłomiej Ancypa, Marcin Świerzbutowski, Jan Butwiński, Szymon Mróz, Wawrzyniec Maciora, Krzysztof Bergiel, Michał Bajko i Maciej Mozerski. Przy zakładaniu wsi znalazło się miejsce również na wybudowanie karczmy wraz z browarem. Jej pierwszym arendarzem był Żyd Jankiel Ickowicz. Był on zobowiązany do zapłacenia corocznie do kasy Ekonomii Grodzieńskiej 400 zł polskich.